# 篠田傳
篠田 傳（しのだ つたえ、1948年 - ）は、世界で初めてフルカラープラズマディスプレイを作った開発グループのリーダー。博士（工学）。元東京大学客員教授、富士通研究所フェロー、現・篠田プラズマ会長兼社長、広島大学客員教授。

## 経歴
彼は山口県の田舎に生まれた活発ある少年だった。2003年6月3日のプロジェクトX〜挑戦者たち〜の中に、『彼が遊んでいる最中に大人たちの大きな声が聞こえ何事かとかけつけ、彼はショックを受けときめいた。大人たちは口々に「変な箱があるぞ」といい、篠田はときめいた。』とあったが、これは演出で、実際は大学で初めて興味を持ったらしい。子供のころの夢は、研究者か医者。
山口県立小野田高等学校時代はあまり成績はかんばしくなく、当時新設だった広島大学電子工学科に第一回生として入ったときは、先生から「奇跡だ」と言われたらしい。
大学で彼はシリコンの研究をやりたかったが、真空状態のガラスに電圧をかけたときに発生するプラズマの実験を見た。この実験を試みたのは当時講師だった内池平樹である。篠田は内池に「人と違うことをやれ！」といわれ、この原理をカラーテレビに使えないかと考え、プラズマの研究をしていると耳にした富士通に入社した。
しかし、配属されたところは明石市の明石工場で、赤字は年2億だった。プラズマテレビの試作品は12個の「愛」の文字を浮かばせこれは伝説となる「愛」の他にいろいろ試したうちの一つは「輝」である。
しかし、この実験の直後彼は急性肝炎で倒れ2年間の入院を余儀なくされた。退院後試作機1つが完成し、平成3年のエレクトロニクスショーに出展したが、黒い断線、色の変化などにより、即下ろされた。
しかし、1年後のエレクトロニクスショーまでに21型のプラズマテレビをついに完成させて、世界に今の原型となるものをはじめてお披露目した。
その3年後に42型を完成させ、今も大型化に取り組んでいる。
ちなみに、同僚からは『ガリレオ・ガリレイ』（見た目が細いことから）と呼ばれていたらしい。

## 受賞歴
- (社)発明協会, 内閣総理大臣発明賞, 2002年
- Society for Information Display, KARL FERDINAND BRAUN PRIZE 2003
- 紫綬褒章, 平成16年春の褒章
- International Electrotechnical Commission (国際電気標準会議), IEC1906賞 (2006)
- IEEE Honorary Membership（IEEE名誉会員賞）(2007)

## テレビ番組
- 日経スペシャル ガイアの夜明け 日はまた昇る～逆境に挑む不屈の技術魂～（2009年5月19日、テレビ東京）[1]。- 超薄型大画面プラズマ・ディスプレイの製品化を取材。